# Вест Хомстед (Пенсилванија)
Вест Хомстед (енгл. West Homestead) град је у америчкој савезној држави Пенсилванија.

## Демографија
По попису из 2010. године број становника је 1.929, што је 268 (-12,2%) становника мање него 2000. године.
| Група             | 2000.         | 2010.         |
| Белци             | 1.961 (89,3%) | 1.612 (83,6%) |
| Афроамериканци    | 194 (8,8%)    | 249 (12,9%)   |
| Азијати           | 12 (0,5%)     | 8 (0,4%)      |
| Хиспаноамериканци | 12 (0,5%)     | 17 (0,9%)     |
| Укупно            | 2.197         | 1.929         |